# Джон Бойд (письменник)
Джон Бойд (англ. John Boyd) (справжнє ім'я Бойд Бредфілд Апчоч (англ. Boyd Bradfield Upchurch); народився 3 жовтня 1919 року в Атланті, штат Джорджія; помер у тому ж місці 8 червня 2013 року) — американський письменник-фантаст. Також відомий своїми реалістичними творами та публіцистикою.

## Життєпис
Апчоч народився в Атланті, штат Джорджія 
в сім'ї залізничного службовця Айві Досс Апчоч і Маргарет Блейк, уродженої Барнс. Його батьки походили з Англії, де він також служив у ВМС під час Другої світової війни. У 1944 році він одружився з Ферн Гілласпі Лортс. Після завершення війни він закінчив Університет Південної Каліфорнії в 1947 році, а потім працював у Star Engravings до 1970 року, після чого став незалежним письменником.
У 1968 році він опублікував дебютні історичний роман під своїм справжнім іменем у щойно заснованому видавництві Weybright & Talley і водночас науково-фантастичний роман. Без його участі, науково-фантастичний роман був опублікований видавцем під псевдонімом Джон Бойд, який Апчоч використовував відтоді для своїх науково-фантастичних романів. До 1979 року було опубліковано 11 з них, а також згаданий вище історичний роман і ще «Скарборо-Хол» (1976), повість про південних привидів, а також спільно з політиком Річардом Говардом Айкордом книга «За кожним кущем: зрада». чи патріотизм? (1979) про час, коли Айкорд був головою Комітету з антиамериканської діяльності .
Найвідомішою книгою Бойда є його науково-фантастичний дебют «Останній зореліт із Землі» (1968), названий першим Гросмейстром фантастики Роберт Е. Гайнлайном «найкращою антиутопією і найсильнішою сатирою на тенденції в нашому суспільстві з часів видання "1984-й рік" Джорджа Орвелла . Світ, зображений у романі, спочатку виглядає таким собі антиутопічним світом майбутнього, де панує всемогутня церква, в якій єретиків висилають на планету «Пекло». Тоді виявляється, що це альтернативний світ, в якому Ісус не був розп’ятий у віці 33 років, а жив і встиг заснувати церкву. Існує кастова система, очолювана духовенством і вченими. Забороняються змішані шлюби між представниками різних каст. Коли головний герой, син вченого, закохується в студентку мистецтва, його відправляють у «Пекло». Там жителі за допомогою машини часу відправляють його в епоху Ісуса, де він гарантує, що хід історії, який ми знаємо, здійсниться. Ставши безсмертним, він переслідує століття як «вічний жид». Роман отримав схвальні відгуки критиків.
Бойд писав про наукову фантастику, даючи визначення жанру як «розповідь, зазвичай образна, на відміну від реалістичної белетристики, яка створює вплив поточних або екстрапольованих наукових відкриттів або окремого відкриття на поведінку окремих людей [чи] суспільства ." Більшість його романів було опубліковано американським видавництвом Weybright & Talley, пізніше з’явилися романи у видавництвах наукової фантастики.

### Науково-фантастичні романи
- Останній зореліт з Землі (англ. «The Last Starship From Earth»; 1968, Weybright & Talley)
- Запилювачі Едему (англ. «The Pollinators of Eden »; 1969, Weybright & Talley. 1971, Франція: як La Planète Fleur, видавництво Denoël, серія: Présence du Futur №140)
- Повіси небес (англ. «The Rakehells of Heaven»; 1969) Weybright & Talley, Gollancz, Bantam, Pan, Penguin [Видання має передмову]
- Секс і верховне командування (англ. «Sex and the High Command»; 1970) Weybright & Talley, Bantam
- Ферма банку органів (англ. «The Organ Bank Farm»;  1970) Weybright & Talley, Bantam
- Ген судного дня (англ. «The Doomsday Gene»; 1972) Weybright & Talley
- Торговець Ай-к'ю (англ. «The I. Q. Merchant»; 1972) Weybright & Talley
- Свято Горгони (англ. «The Gorgon Festival»; 1972) Weybright & Talley, Bantam
- Рушниця Андромеди (англ. «Andromeda Gun»; 1974) Berkley Putnam, Berkley
- Планета Барнарда (англ. «Barnard's Planet»; 1975) Berkley Putnam, Berkley
- Дівчина з нефритово-зеленими очима (англ. «The Girl with the Jade Green Eyes»; 1978) Вікінг, Пінгвін

### Інші романи
- Викрадач рабів (у ролі Бойда Апчоча) (англ. «The Slave Stealer»; 1968), Weybright &amp; Talley ) історичний роман, дія якого розгортається в період рабства в США.
- Скарборо Холл (англ. «Scarborough Hall»; 1976) [як Бойд Апчоч] Берклі. історія про привидів періоду рабства.

### Твори короткої форми
«Дівчинка та дельфін» (англ. «The Girl and the Dolphin»; Galaxy березень–квітень 1973)

### Публіцистика
За кожним кущем: зрада чи патріотизм? (1979) [в ролі Бойда Апчоча разом з членом Конгресу Річардом Айкордом] огляд комітету Палати представників з антиамериканської діяльності, головою якого Айкорд був (1969-1975) після зміни назви на Комітет внутрішньої безпеки Палати представників